# 奧列格·尼科連科
奥列格·伊戈列维奇·尼科连科（羅馬化：Oleh Ihorovych Nikolenko；1986年8月19日—），烏克蘭外交官，曾任烏克蘭外交部及驻欧盟代表团发言人。现任乌克兰驻多伦多（加拿大）总领事。
尼科连科于1986年出生在烏克蘭南部港口城市赫爾松，後來成为一名英语和阿拉伯语翻译，后来又成爲一位国际律师。
2008年，他竞争烏克蘭駐利比亞大使一职。自2011年利比亚爆发内战以来，在大使館工作的尼科连科在极端条件下工作，从事在利比亞乌克兰公民的撤离工作。回国后，他在乌克兰外交部工作，继续处理北非和中东地区事务。另外，他曾担任乌克兰常驻纽约联合国代表团发言人五年，並当选为联合国信息委员会副主席，参与了抗击COVID-19大流行背景下的联合国信息政策改革。
2020年11月22日，他被乌克兰外交部正式任命為发言人。2024年3月11日，他被任命为乌克兰驻多伦多（加拿大）总领事。